# Rowlandius guama
Espèce
Rowlandius guama est une espèce de schizomides de la famille des Hubbardiidae.

## Distribution
Cette espèce est endémique de la province de Santiago de Cuba à Cuba. Elle se rencontre vers Guamá.

## Description
Le mâle holotype mesure 3,25 mm et la femelle paratype 3,15 mm.

## Étymologie
Son nom d'espèce lui a été donné en référence au lieu de sa découverte, Guamá.

## Publication originale
- Teruel & Armas, 2012 : Un nuevo Rowlandius Reddell & Cokendolpher 1995 de la sierra Maestra, Cuba Oriental (Schizomida:Hubbardiidae). Revista Iberica de Aracnologia, vol. 21, p. 5-8 (texte intégral).